# Ла-Рош-сюр-Йон-2 (кантон)
Ла-Рош-сюр-Йон-2 (фр. La Roche-sur-Yon-2) — кантон во Франции, находится в регионе Пеи-де-ла-Луар, департамент Вандея. Входит в состав округа Ла-Рош-сюр-Йон.

## История
Кантон Ла-Рош-сюр-Йон-2 образован в результате реформы 2015 года. В его состав вошла часть коммун упраздненного кантона Ла-Рош-сюр-Йон-Сюд.

## Состав кантона с 22 марта 2015 года
В состав кантона входят коммуны (население по данным Национального института статистики за 2019 г.):
- Ла-Рош-сюр-Йон (29 145 чел., южная половина)
- Ла-Шез-ле-Виконт (3 799 чел.)
- Неми (2 912 чел.)
- Обиньи-Ле-Клузо (6 880 чел.)

## Политика
На президентских выборах 2022 г. жители кантона отдали в 1-м туре Эмманюэлю Макрону 34,0 % голосов против 21,6 % у Жана-Люка Меланшона и 16,9 % у Марин Ле Пен; во 2-м туре в кантоне победил Макрон, получивший 69,7 % голосов. (2017 год. 1 тур: Эмманюэль Макрон – 31,3 %, Жан-Люк Меланшон – 20,0 %, Франсуа Фийон – 19,5 %, Марин Ле Пен – 13,1 %; 2 тур: Макрон – 78,9 %. 2012 год. 1 тур: Франсуа Олланд — 35,4 %, Николя Саркози — 25,2 %, Жан-Люк Меланшон — 10,7 %; 2 тур: Олланд — 58,1 %).
С 2021 года кантон в Совете департамента Вандея представляют мэр города Ла-Рош-сюр-Йон Люк Буар (Luc Bouard) и первый вице-мэр коммуны Ла-Шез-ле-Виконт Кристин Рамбо-Боссар (Christine Rambaud-Bossard) (оба – Разные правые).
|                | Кандидаты                     | Партия                   | Первый тур | Первый тур     | Второй тур | Второй тур |
| Кол-во голосов | Кандидаты                     | Партия                   | % голосов  | Кол-во голосов | % голосов  |            |
| -------------- | ----------------------------- | ------------------------ | ---------- | -------------- | ---------- | ---------- |
|                | Люк Буар Кристин Рамбо-Боссар | Правоцентристский блок   | 4 394      | 45,16          | 5 373      | 52,48      |
|                | Сильвьян Бюлто Жак Рассино    | Левый блок               | 4 218      | 43,35          | 4 865      | 47,52      |
|                | Робер Бессо Валери Паоли      | Национальное объединение | 1 118      | 11,49          |            |            |

|                | Кандидаты                          | Партия                  | Первый тур | Первый тур     | Второй тур | Второй тур |
| Кол-во голосов | Кандидаты                          | Партия                  | % голосов  | Кол-во голосов | % голосов  |            |
| -------------- | ---------------------------------- | ----------------------- | ---------- | -------------- | ---------- | ---------- |
|                | Сильвьян Бюлто Стефан Ибарра       | Социалистическая партия | 5 142      | 35,28          | 7 336      | 54,18      |
|                | Малик Абдалла Кристин Рамбо-Боссар | Правый блок             | 3 290      | 22,57          | 6 203      | 45,82      |
|                | Жан-Мишель Лестрад Катрин Руа      | Национальный фронт      | 2 108      | 14,46          |            |            |
|                | Натали Брюно-Сеген Филипп Порте    | Разные правые           | 1 639      | 11,24          |            |            |
|                | Франсуаза Бессон Мишель Рено       | Европа Экология Зелёные | 1 009      | 6,92           |            |            |
|                | Даниэль Ломон Пьеррик Шень         | Левый фронт             | 934        | 6,41           |            |            |
|                | Марион Барро Тьерри Майо           | Разные правые           | 454        | 3,11           |            |            |